# 訃報 2007年12月
訃報 2007年12月（ふほう 2007ねん12がつ）では、2007年12月中に物故した、又は物故が報じられた人物についてまとめる。

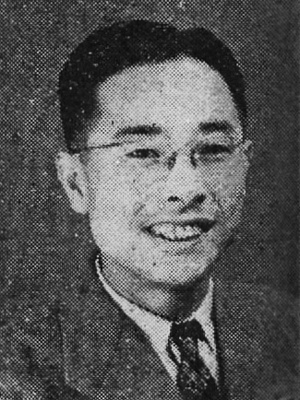
志村正順／12月1日没

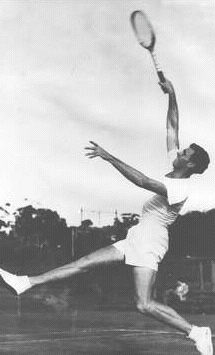
ケン・マグレガー／12月1日没

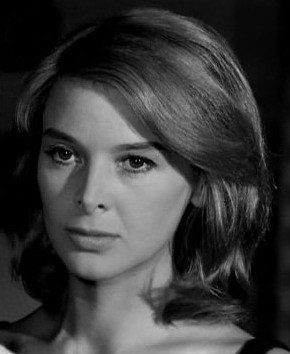
エレオノラ・ロッシ＝ドラゴ／12月2日没

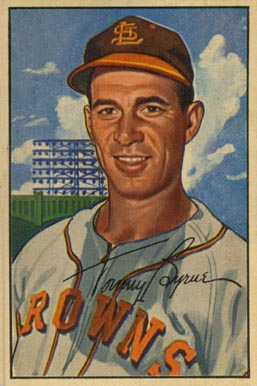
トミー・バーン／12月20日没

## （1日 - 15日）
- 12月1日 - 志村正順[1]、日本放送協会元アナウンサー（* 1913年）
- 12月1日 - 藤田英一、大阪大学名誉教授（* 1925年）
- 12月1日 - ケン・マグレガー、オーストラリアの男子テニス選手（* 1929年）
- 12月1日 - アントン・ロジャース、イギリスの映画俳優（* 1933年）
- 12月2日 - エリザベス・ハードウィック（Elizabeth Hardwick）、アメリカ合衆国の小説家（* 1916年）
- 12月2日 - 多田道太郎、仏文学者（* 1924年）
- 12月2日 - エレオノラ・ロッシ＝ドラゴ、イタリア共和国の映画女優（* 1925年）
- 12月2日 - レス・シャノン（Les Shannon）、イングランドの元サッカー選手（* 1926年）
- 12月2日 - デニス・キーン、イギリスの詩人（* 1934年）
- 12月3日 - 椎名時四郎、日本ラグビーフットボール協会元会長（* 1907年）
- 12月3日 - 朔多恭、俳人（* 1918年）
- 12月3日 - 勝又進、漫画家（* 1943年）
- 12月4日 - 今中寛司、思想学者（* 1913年）
- 12月4日 - 岡田徹、洋画家（* 1914年）
- 12月4日 - 中山秋夫、詩人（* 1920年）
- 12月5日 - 木下貞一、元プロ野球選手（* 1919年）
- 12月5日 - 四本貴資、染色作家（* 1926年）
- 12月5日 - カールハインツ・シュトックハウゼン、ドイツ連邦共和国の作曲家（* 1928年）
- 12月5日 - ダン・ヨシフ（Dan Iosif）、ルーマニアの革命家（* 1950年）
- 12月6日 - 有住直介、気象庁元長官（* 1918年）
- 12月6日 - 小寺俊三、能楽太鼓方（* 1918年）
- 12月6日 - 小田幸康、核物理学者、東京工業大学名誉教授（* 1920年）
- 12月6日 - 伊藤祐禎、国際労働機関、元理事（* 1935年）
- 12月6日 - ウォルフガング・アスブロック（Wolfgang Aßbrock）、ドイツの政治家（* 1952年）
- 12月7日 - 高本善四郎、ダイトエレクトロン元社長（* 1911年）
- 12月7日 - 山口正、カルソニック元社長（* 1921年）
- 12月7日 - 上柳克郎、京都大学名誉教授（* 1922年）
- 12月7日 - フアド・ハッサン、インドネシア共和国の政治家（* 1929年）
- 12月7日 - ジョン・ホローブレッド（John Hollowbread）、イングランドの元サッカー選手（* 1934年）
- 12月7日 - 福井仁士、脳神経外科医師、九州大学名誉教授（* 1938年）
- 12月8日 - 水之江公英、細菌学者（* 1914年）
- 12月8日 - ヨアン・フィスクティーヌ（Ioan Fiscuteanu）、ルーマニアの俳優（* 1937年）
- 12月8日 - ヘラルド・ガルシア・ピメンテル（Gerardo García Pimentel）、メキシコ合衆国の報道記者（* 1983年）
- 12月9日 - 植村良一、大阪教育大学名誉教授（* 1920年）
- 12月9日 - 津田昭、VAP元会長（* 1922年）
- 12月9日 - 田中永司、東京高等裁判所元判事（* 1926年）
- 12月9日 - カート・シュミット（Kurt Schmied）、オーストリア共和国の元サッカー選手、オーストリア代表経験者（* 1926年）
- 12月9日 - トア・スコグマン（Thore Skogman）、スウェーデン王国の元音楽家（* 1931年）
- 12月9日 - ラファエル・スペラフィコ、ブラジル連邦共和国のレーシングドライバー（* 1981年）
- 12月10日 - 有村章、神経科学者（* 1924年）
- 12月10日 - ジョージ・モーリス（George Morris）、アメリカ合衆国の元アメリカンフットボール選手（* 1931年）
- 12月10日 - 竹内ゆうじ、タレント（* 1971年）
- 12月11日 - 島岡達三、陶芸家（* 1919年）
- 12月11日 - 西村敏一、実業家（* 1921年）
- 12月11日 - フレディ・フィールズ（Freddie Fields）、アメリカ合衆国の映画製作者（* 1923年）
- 12月11日 - 吉田玉幸、文楽師（* 1938年）
- 12月11日 - クリスティ・ヘネシー（Christie Hennessy）、アイルランド共和国のフォークソングシンガー（* 1945年）
- 12月12日 - 内藤壽七郎、小児科医、愛育病院名誉院長（* 1906年）
- 12月12日 - リー・ヴィンセント（Lee Vincent）、アメリカ合衆国のベーシスト、ラジオパーソナリティ（* 1916年）
- 12月12日 - 野村又三郎、狂言師（* 1921年）
- 12月12日 - 衛藤瀋吉、東京大学名誉教授（* 1923年）
- 12月12日 - 山口俊夫、東京大学名誉教授（* 1928年）
- 12月12日 - ユーリ・ウォロンツォフ、ソビエト社会主義共和国連邦の元外交官（* 1929年）
- 12月12日 - アイク・ターナー、アメリカ合衆国の音楽家（* 1934年）
- 12月13日 - メイ牛山、美容研究家、ハリウッド化粧品会長（* 1911年）
- 12月13日 - ローラ・ハクスリー（Laura Huxley）、オルダス・ハクスリーの妻、ミュージシャン・作家（* 1911年）
- 12月13日 - 楠正俊、自由民主党元参議院議員（* 1921年）
- 12月13日 - ファット・デニズ（Fuat Deniz）、スウェーデンの社会学者（* 1967年）
- 12月14日 - ハンク・カプラン（Hank Kaplan）、アメリカ合衆国のボクシング歴史家（* 1919年）
- 12月14日 - 齋藤平伍、大阪高等裁判所元長官（* 1921年）
- 12月14日 - 青木慎治、トリオ・ジャパン会長（* 1930年）
- 12月14日 - 金川昭、名古屋大学名誉教授（* 1931年）
- 12月14日 - 花井悠、元西鉄ライオンズ外野手（* 1932年）
- 12月14日 - フランク・モーガン（Frank Morgan）、アメリカ合衆国のサクソフォーン演奏家（* 1933年）
- 12月14日 - アリ・シャフェイア（Ali Shafeya）、イラクのジャーナリスト（* 1984年）
- 12月15日 - 佐々木英治、テレビ山口元社長（* 1915年）
- 12月15日 - クレム・ジョーンズ（Clem Jones）、オーストラリアの政治家（* 1918年）
- 12月15日 - 島田信夫、京都大学名誉教授（* 1925年）
- 12月15日 - 菱川善夫、北海学園大学名誉教授（* 1929年）
- 12月15日 - 井上忠行、元プロ野球審判員（* 1935年）
- 12月15日 - ジュリア・カーソン（Julia Carson）、アメリカ合衆国下院議員（*1938年）
- 12月15日 - ダイアン・ミドルブルック（Diane Middlebrook）、アメリカ合衆国の伝記作家、詩人（* 1939年）
- 12月15日 - 島野育夫、元プロ野球選手、野球解説者（* 1944年）
- 12月15日 - ハイアン・グレイシー、ブラジル出身の総合格闘家（* 1974年）
- 12月15日 - エース・ヴァーゲル（Ace Vergel）、フィリピンの俳優（* 1952年）

## （16日 - 31日）
- 12月16日 - 桑原住雄、美術評論家、武蔵野美術大学名誉教授（* 1924年）
- 12月16日 - 馬場幸太郎、日本甜菜製糖元社長（* 1925年）
- 12月16日 - 鳴川六司、大阪外国語大学名誉教授（* 1929年）
- 12月16日 - 五島哲、東急建設元社長（* 1948年）
- 12月16日 - ダン・フォーゲルバーグ、アメリカ合衆国のロック歌手（* 1951年）
- 12月18日 - 上野弘道、千葉大学教授、彫刻家（* 1942年）
- 12月18日 - 宮内和之、ギター演奏家（* 1964年）
- 12月19日 - 齋藤信房、東京大学、名誉教授（* 1916年）
- 12月19日 - 大森誠一、元外交官/元ニュージーランド大使（* 1926年）
- 12月20日 - リディア・メンドーサ（Lydia Mendoza）、アメリカ合衆国のテハノ音楽歌手、ギタリスト（* 1916年）
- 12月20日 - トミー・バーン（Tommy Byrne）、アメリカ合衆国の野球選手（* 1919年）
- 12月20日 - 田中徳三、映画監督（* 1920年）
- 12月20日 - 粕谷友介、上智大学教授、翻訳家（* 1939年）
- 12月20日 - 田中和実、声優（* 1951年）
- 12月21日 - 佃光雄、ツクダオリジナル創業者（* 1913年）
- 12月21日 - キャロル・ブライ（Carol Bly）、アメリカ合衆国の短編小説家、随筆家、詩人（* 1930年）
- 12月22日 - ジュリアン・グラック、フランス共和国の作家（* 1910年）
- 12月22日 - チャールズ・コート（Charles Court）、オーストラリアの政治家、元西オーストラリア州知事（* 1911年）
- 12月22日 - 稲川聖城、稲川会総裁（* 1914年）
- 12月22日 - ジョー・エイムス、アメリカ合衆国の歌手（* 1921年）
- 12月22日 - 山本孝史、参議院議員（* 1949年）
- 12月23日 - 原茂、日本炭鉱労働組合元委員長（* 1920年）
- 12月23日 - 藤井道夫、阪急ブレーブス元編成部長（* 1922年）
- 12月23日 - オスカー・ピーターソン、カナダのピアニスト（* 1925年）
- 12月24日 - 渡辺四郎、元参議院議員（福岡県選挙区）（* 1929年）
- 12月25日 - 長谷川光雄、ダイヘン会長（* 1913年）
- 12月25日 - 小野忠彦、関西学生野球連盟会長（* 1933年）
- 12月25日 - ダン池田、バンドマスター（* 1935年）
- 12月25日 - チコ本間、ラテンミュージシャングループロス・インディオスギター奏者（* 1940年）
- 12月26日 - 掛川源一郎、写真家（* 1913年）
- 12月26日 - ポール・D・マクリーン（Paul D. MacLean）、アメリカ合衆国の神経生理学者（* 1913年）
- 12月26日 - ジム・キャスティグリア（Jim Castiglia）、アメリカンフットボール・野球選手（* 1918年）
- 12月26日 - 碇醇、鹿児島大学名誉教授（* 1926年）
- 12月26日 - 南川周三、詩人、東京家政大学名誉教授（* 1929年）
- 12月26日 - ジョー・ドラン（Joe Dolan）、アイルランドの歌手（* 1939年）
- 12月27日 - 三富啓亘、日本NCR株式会社元社長（* 1918年）
- 12月27日 - ヤーン・クロス（Jaan Kross）、エストニアの作家（* 1920年）
- 12月27日 - イェジー・カヴァレロヴィチ、映画監督（* 1922年）
- 12月27日 - 河地和子、慶應義塾大学教授（* 1943年）
- 12月27日 - ベーナズィール・ブットー、パキスタン・イスラム共和国元首相（* 1953年）
- 12月28日 - 孫道臨、俳優、映画監督（* 1921年）
- 12月28日 - 服部幸雄、歌舞伎研究家（* 1932年）
- 12月29日 - 植村秀、メイクアップアーティスト。株式会社シュウウエムラ化粧品名誉会長（* 1928年）
- 12月29日 - 田中健二郎、元オートレース選手、レーシングライダー、レーシングドライバー（* 1934年）
- 12月29日 - フィル・オドネル、元スコットランド代表サッカー選手（* 1972年）
- 12月30日 - 大野坦、ホテルプラザ元社長、朝日放送元専務（* 1921年）
- 12月30日 - バート・ボリン、気象学者、気候変動に関する政府間パネル（IPCC）初代議長（* 1925年）
- 12月30日 - 加賀テツヤ、ミュージシャン（* 1946年）
- 12月31日 - エットレ・ソットサス、建築家・デザイナー（* 1917年）
- 12月31日 - マイケル・ゴールドバーグ（Michael Goldberg）、抽象画家（* 1924年）
- 12月31日 - 鈴木理雄、コマーシャルメッセージフィルム演出家（* 1946年）
- 12月31日 - マルック・ペルトラ（Markku Peltola）、フィンランドの俳優（* 1956年）